# Southport (Connecticut)
Southport es un lugar designado por el censo ubicado en el condado de Fairfield en el estado estadounidense de Connecticut.

## Geografía
Southport se encuentra ubicada en las coordenadas 41°8′11.35″N 73°17′0.42″O / 41.1364861, -73.2834500.